# Communium rerum
Communium rerum (hrvatski: Uobičajene stvari) je 12. enciklika pape Pija X. Objavljena je 21. travnja 1909. godine. Glavna tema enciklike je o sv. Anselmu iz Aosta. Papa enciklikom obilježava 800. godišnjicu smrti sv. Anselma. U njoj on cijeni filozofski rad ovog crkvenog učitelja koji je promovirao širenje kršćanstva, unatoč progonstvima.

## Poveznice
- Pio X.
- Enciklike Pija X.

## Vanjske poveznice
- Tekst enciklike na engleskom